# Skippy (film)
Skippy – amerykański film z 1931 roku w reżyserii Normana Tauroga, powstały na podstawie komiksu Precy’ego Crosby’ego pod tym samym tytułem.